# 井冈碘泡虫
井冈碘泡虫（学名：Myxobolus jiangangensis）为碘泡科碘泡虫属的动物。在中国，分布于江西等，营寄生生活，寄生在泥鳅的肾。